# Кобожа
Кобожа (рус. Кобожа) река је на северозападу европског дела Руске Федерације, лева притока реке Мологе и део сливног подручја реке Волге и Каспијског језера. Протиче преко источних делова Новгородске и западних делова Вологодске области.
Река Кобожа је отока Великог језера које се налази на истоку Новгородске области, а у Мологу се улива у близини града Устјужне. Укупна дужина водотока је 184 km, површина сливног подручја је 2.660 km², док је просечан проток у зони ушћа око 19,5 m³/s.
У горњем делу тока Кобожа тече у смеру севера, одликује је брз ток и браонкаста боја воде која је последица проласка кроз тресаве. У том делу тока ширина реке је од 10 до 15 метара, а обале су обрасле густим шумама. У средњем делу тока река је знатно шира и каналима је повезана са околним мањим водотоцима. У доњем делу тока река се шири до 30 до 40 метара.
Најважније притоке су Мезга, Веуч, Чјорнаја, Белаја, Петринка, Левочка, Полобжа и Колодеја.